# Eulaios (Makedone)
Eulaios (altgriechisch Εὐλαῖος Eulaíos; † 169 v. Chr.) war ein Eunuch makedonischer Herkunft und seit 176 v. Chr. gemeinsam mit dem ehemaligen syrischen Sklaven Lenaios Regent in Ägypten für den unmündigen Ptolemaios VI.

## Leben
Über das frühe Leben von Eulaios ist nichts bekannt. Er fungierte als Erzieher Ptolemaios’ VI. bereits seit dessen Kleinkindalter und war wohl ein Vertrauter von dessen Mutter Kleopatra I. Nach deren Tod (176 v. Chr.) übernahm Eulaios zusammen mit Lenaios die Vormundschaftsregierung für den kleinen Pharao. Die neuen Machthaber suchten zur Stärkung ihrer nicht sehr sicheren Position den Status ihres Mündels zu heben, indem sie Ptolemaios VI. als theós Philomḗtōr (= „mutterliebender Gott“) in den dynastischen Kult einschlossen, kurz danach auch Kleopatra II., die wohl 176/175 v. Chr. in Geschwisterehe mit Ptolemaios VI. vermählt wurde.
Von den beiden Regenten scheint Eulaios die führende Rolle gespielt zu haben. Er ließ seinen Namen auf ptolemäische Münzen prägen. Gemeinsam mit Lenaios nahm er im Gegensatz zur verstorbenen Kleopatra I. wieder eine offensive Politik gegenüber dem Seleukidenreich auf und beabsichtigte, Koilesyrien erneut dem Ptolemäerreich zu unterwerfen. Laut Diodor waren die beiden Vormünder aber als Kriegsstrategen völlig unerfahren. Angeblich rechneten sie sich sogar Chancen auf eine Eroberung des gesamten Reichs Antiochos’ IV. aus. So trieben sie in Massenversammlungen der Alexandriner und des Heeres zur militärischen Auseinandersetzung mit Antiochos, die im Sechsten Syrischen Krieg ausgetragen werden sollte.
Etwa im September 170 v. Chr. wurde Ptolemaios VIII. zum Mitregenten seiner Geschwister Ptolemaios VI. und Kleopatra II. erhoben. Vielleicht setzten Eulaios und Lenaios diesen Schritt als Zugeständnis gegenüber einem rivalisierenden, hinter Ptolemaios VIII. stehenden Machtblock. Anfang 169 v. Chr. wurde Ptolemaios VI. für großjährig erklärt und konnte nun zumindest formell selbständig handeln.
Das Ptolemäerreich war für den Krieg ungenügend vorbereitet. Anfang 169 v. Chr. schlug Antiochos IV. die ägyptische Armee zwischen dem Berg Kasion und der Grenzfestung Pelusion vernichtend. Nach Abschluss eines Waffenstillstands machte sich Ptolemaios VI. auf den Rat von Eulaios auf die Flucht nach der Insel Samothrake und nahm den Staatsschatz mit. Der Seleukidenherrscher konnte inzwischen Pelusion einnehmen. Wegen ihrer Fehlschläge wurden Eulaios und Lenaios gestürzt und getötet. Die neuen mächtigen Männer waren ab nun Komanos und Kineas. Bei Friedensverhandlungen mit Antiochos IV. gab die ptolemäische Seite Eulaios die Schuld an der bisherigen aggressiven Politik gegenüber dem Seleukiden. Obwohl die ägyptische Staatsspitze offenbar zu großen Konzessionen bereit war, ging der Krieg weiter. Antiochos IV. eroberte große Teile Ägyptens außer Alexandria, bis ihn ein römisches Ultimatum im Juli 168 v. Chr. zum Abzug zwang.